# 劉孟竹 (新聞主播)
劉孟竹（1月2日—）是台灣的新聞主播和記者，中國文化大學新聞學系畢業。2004年至2007年曾經長期擔任《台視新聞世界報導》主播。2011年2月開始不再播報新聞，轉任台視新聞部採訪中心主任。

## 經歷
- 東森新聞台記者
- 台視新聞記者、主播、製作人、編審

## 曾擔任播報節目
| 時間                  | 頻道           | 節目                 | 備註                   |
| 2004/9/25             | 台視主頻       | 《傅培梅紀念專輯》   | 傅培梅逝世特別節目     |
| 時間不明              | 台視主頻       | 《發現新台幣》       |                        |
| 2004─2007/11/15       | 台視主頻       | 《台視新聞世界報導》 |                        |
| 時間不明─2007/7/27    | 台視主頻       | 《消費大贏家》       |                        |
| 2006/11/18、2006/12/9 | 台視主頻       | 《台灣山水情》       | 主持第5集、第8集       |
| 2008/3/8─2008/5/31    | 台視主頻       | 《遊學台灣》         |                        |
| 時間不明              | 台視主頻       | 《午安您好台視新聞》 | 週末主播               |
| 2008/10/21─2009/3/24  | 台視主頻       | 《大社會》           | 2008年新版，兼任製作人 |
| 2010/1/2－2011/1/30   | 台視主頻       | 《台視晚間新聞》     | 假日主播               |
|                       | 台視財經台     | 《台視夜間新聞》     |                        |
| 時間不明              | 台視財經台     | 《1700整點新聞》     |                        |
| 時間不明              | 台視財經台     | 《1800整點新聞》     |                        |
| 時間不明              | 台視財經台     | 《股市即時通》       | 與石曉茜、林裕展輪播   |
| 時間不明              | 台視財經台     | 《財經晚報》         | 與宋菁玲輪播           |
| 時間不明              | 台視健康娛樂台 | 《樂活新聞》         |                        |

## 外部連結
- 劉孟竹主播電視畫面擷圖[永久]